# كيث مردوخ
كيث مردوخ (بالإنجليزية: Keith Murdoch)‏ هو شخصية أعمال ومراسل عسكري أسترالي، ولد في 12 أغسطس 1885 في ملبورن في أستراليا، وتوفي في 4 أكتوبر 1952 في Langwarrin, Victoria ‏ في أستراليا.